# Казекюла
Ка́зекюла (ест. Kaseküla) — село в Естонії, у волості Ганіла повіту Ляенемаа.

## Населення
Чисельність населення на 31 грудня 2011 року становила 27 осіб.